# Txalaparta (maison d'édition)
Cet article concerne une maison d'édition. Pour l'instrument de percussion, voir Txalaparta.

Txalaparta est une maison d'édition libre et indépendante située à Tafalla en Navarre, qui vise à sensibiliser à la réalité culturelle et sociale du Pays basque, à maintenir la mémoire historique, défendre la diversité, promouvoir la solidarité des peuples et apporter aux lecteurs d'autres réalités du monde à travers la littérature, un essai ou une biographie. Fondée par Jose Mari Esparza Zabalegi, elle emprunte son nom à l'instrument de percussion qu'est la Txalaparta.

## Fonctions
Txalaparta publie environ 40 livres par année, principalement en basque (40%) et en espagnol (60%) et un peu en catalan. Leurs collections de livres abordent la littérature basque et du monde, des essais politiques et historiques, des ouvrages de critique sociale, des œuvres classiques de la politique de gauche, ainsi que l'histoire des encyclopédies.
Une de ses caractéristiques les plus distinctives est que les éditions ont gagné la confiance d'une large base de lecteurs. Ces derniers soutiennent financièrement les projets de Txalaparta en s'abonnant à leurs collections de livres.
Sous le nom de "Editores Independientes" ( éditeurs indépendants ), ils collaborent avec d'autres éditeurs tels que ERA au Mexique, LOM au Chili ou Trilce en Uruguay afin de préserver la liberté éditoriale et de la diversité contre le contrôle monopolistique et de la pensée unique.
En 2005 l'Association des éditeurs indépendants de Navarre (NAIE) voit le jour avec les maisons d'édition Txalaparta, Pamiela, Mintzoa, Igela et Txoria Errekan, pour pallier la négligence et l'inaction du gouvernement de Navarre envers la culture et en particulier la lingua navarrorum (la langue basque).

## Auteurs
Txalaparta a publié de nombreux auteurs tels que Joseba Sarrionandia, Patxi Zabaleta, Edorta Jimenez, Laura Mintegi, Luis Núñez Astrain, Andolin Eguzkitza, Hernando Calvo Ospina et Jon Alonso, et bien d'autres.

## Collections
- Orreaga
- Gebara
- Ravel
- Gure Klasikoak
- Axuri Beltza
- Literotura
- Kortazar
- Ekin-Txalaparta
- TXO